# Eliminatoria al Campeonato Sub-17 de la Concacaf de 2009
La Eliminatoria al Campeonato Sub-17 de la Concacaf de 2009 fue la fase previa para definir a los participantes en la fase final del torneo a disputarse en México en 2009.

## Zona Centroamérica

### Grupo A
Los partidos se jugaron en Panamá.
| País     | J | G | E | P | GF | GC | +/- | PTS |
| -------- | - | - | - | - | -- | -- | --- | --- |
| Honduras | 2 | 2 | 0 | 0 | 10 | 0  | +10 | 6   |
| Panamá   | 2 | 1 | 0 | 1 | 6  | 1  | +5  | 3   |
| Belice   | 2 | 0 | 0 | 2 | 0  | 15 | -15 | 0   |

| 18 de noviembre de 2008 | Belice | 0 - 9 | Honduras                                                                              | Estadio Virgilio Tejeira, Penonomé, Coclé                   |                                                             |
|                         |        | [http://www.concacaf.com/competitions/matchreport/7455.pdf (enlace roto disponible en Internet Archive; véase el historial, la primera versión y la última). Reporte] | Lozano 34', 51', 61', 78', 90' · López 53' · Padilla 64' · Fuentes 79' · Martínez 89' | Asistencia: 200 espectadores Árbitro(s): Juan Alfredo Núñez | Asistencia: 200 espectadores Árbitro(s): Juan Alfredo Núñez |

| 20 de noviembre de 2008 | Honduras   | 0 - 1 | Panamá | Estadio Virgilio Tejeira, Penonomé, Coclé                   |                                                             |
|                         | Lozano 90' | [http://www.concacaf.com/competitions/matchreport/7456.pdf (enlace roto disponible en Internet Archive; véase el historial, la primera versión y la última). Reporte] |        | Asistencia: 742 espectadores Árbitro(s): Juan Alfredo Núñez | Asistencia: 742 espectadores Árbitro(s): Juan Alfredo Núñez |

| 22 de noviembre de 2008 | Panamá                                                                       | 6 - 0 | Belice | Estadio Virgilio Tejeira, Penonomé, Coclé             |                                                       |
|                         | Pinto 6', 68' · Segundo 27' (pen.) · Rodríguez 31' · Ortiz 79' · Hurtado 85' | [http://www.concacaf.com/competitions/matchreport/7457.pdf (enlace roto disponible en Internet Archive; véase el historial, la primera versión y la última). Reporte] |        | Asistencia: 330 espectadores Árbitro(s): Marlon Mejía | Asistencia: 330 espectadores Árbitro(s): Marlon Mejía |

### Grupo B
Los partidos se jugaron en El Salvador.
| País        | J | G | E | P | GF | GC | +/- | PTS |
| ----------- | - | - | - | - | -- | -- | --- | --- |
| Costa Rica  | 3 | 3 | 0 | 0 | 10 | 1  | +9  | 9   |
| Guatemala   | 3 | 1 | 1 | 1 | 15 | 3  | +12 | 4   |
| El Salvador | 3 | 1 | 1 | 1 | 8  | 4  | +4  | 4   |
| Nicaragua   | 3 | 0 | 0 | 3 | 0  | 25 | -25 | 0   |

| 12 de noviembre de 2008 | Costa Rica                                                            | 7 - 0 | Nicaragua | Estadio Cuscatlán, San Salvador                    |                                                    |
|                         | Campbell 5', 31', 58', 63' (pen.) · Vega 43' · Moya 87' · Bustos 90+' | [http://www.concacaf.com/competitions/matchreport/7458.pdf (enlace roto disponible en Internet Archive; véase el historial, la primera versión y la última). Reporte] |           | Asistencia: 50 espectadores Árbitro(s): Juan Amaya | Asistencia: 50 espectadores Árbitro(s): Juan Amaya |

| 12 de noviembre de 2008 | El Salvador       | 2 - 2 | Guatemala                | Estadio Cuscatlán, San Salvador |                                |
|                         | Guevara 81', 90+' | [http://www.concacaf.com/competitions/matchreport/7459.pdf (enlace roto disponible en Internet Archive; véase el historial, la primera versión y la última). Reporte] | López 10' · Herrarte 29' | Asistencia: 1,000 espectadores  | Asistencia: 1,000 espectadores |

| 14 de noviembre de 2008 | Guatemala | 0 - 1 | Costa Rica   | Estadio Cuscatlán, San Salvador                         |                                                         |
|                         |           | [http://www.concacaf.com/competitions/matchreport/7460.pdf (enlace roto disponible en Internet Archive; véase el historial, la primera versión y la última). Reporte] | Campbell 39' | Asistencia: 750 espectadores Árbitro(s): Luis Rodríguez | Asistencia: 750 espectadores Árbitro(s): Luis Rodríguez |

| 14 de noviembre de 2008 | El Salvador                                                    | 5 - 0 | Nicaragua | Estadio Cuscatlán, San Salvador                       |                                                       |
|                         | Guevara 24', 90+' · Barahona 31' · Bustillo 32' · Urquilla 83' | [http://www.concacaf.com/competitions/matchreport/7461.pdf (enlace roto disponible en Internet Archive; véase el historial, la primera versión y la última). Reporte] |           | Asistencia: 750 espectadores Árbitro(s): Gerald Henry | Asistencia: 750 espectadores Árbitro(s): Gerald Henry |

| 16 de noviembre de 2008 | Nicaragua | 0 - 13 | Guatemala | Estadio Cuscatlán, San Salvador                       |                                                       |
|                         |           | [http://www.concacaf.com/competitions/matchreport/7462.pdf (enlace roto disponible en Internet Archive; véase el historial, la primera versión y la última). Reporte] | López 3', 13', 42', 53' · Herrate 8', 24', 65' · Ceballos 29' · Navas 59' (pen.), 60', 70', 84' · Castillo 68' (pen.) | Asistencia: 1,413 espectadores Árbitro(s): Juan Amaya | Asistencia: 1,413 espectadores Árbitro(s): Juan Amaya |

| 16 de noviembre de 2008 | Costa Rica           | vs. | El Salvador  | Estadio Cuscatlán, San Salvador                           |                                                           |
|                         | Rojas 16' · Vega 87' | [http://www.concacaf.com/competitions/matchreport/7463.pdf (enlace roto disponible en Internet Archive; véase el historial, la primera versión y la última). Reporte] | Bustillo 84' | Asistencia: 1,413 espectadores Árbitro(s): Luis Rodríguez | Asistencia: 1,413 espectadores Árbitro(s): Luis Rodríguez |

### Playoff
| Equipo 1 | Agr. | Equipo 2  | Ida | Vuelta |
| -------- | ---- | --------- | --- | ------ |
| Panamá   | 1-2  | Guatemala | 1-1 | 0-1    |

| 26 de noviembre de 2008 | Guatemala    | 1 - 1 | Panamá     | Estadio Cementos Progreso, Guatemala City, Guatemala  |                                                       |
|                         | Ceballos 59' | [http://www.concacaf.com/competitions/matchreport/7452.pdf (enlace roto disponible en Internet Archive; véase el historial, la primera versión y la última). Reporte] | Sanjur 14' | Asistencia: 800 espectadores Árbitro(s): Joel Aguilar | Asistencia: 800 espectadores Árbitro(s): Joel Aguilar |

| 1 de diciembre de 2008 | Panamá | 0 - 1 | Guatemala | Estadio Virgilio Tejeira, Penonomé, Coclé, Panamá           |                                                             |
|                        |        | [http://www.concacaf.com/competitions/matchreport/7453.pdf (enlace roto disponible en Internet Archive; véase el historial, la primera versión y la última). Reporte] | Navas 28' | Asistencia: 900 espectadores Árbitro(s): Jose Gaspar Monila | Asistencia: 900 espectadores Árbitro(s): Jose Gaspar Monila |

## Zona Caribe
Los representantes del Caribe fueron determinados en la Copa Juvenil de la CFU 2008.